# 上井草球場
上井草球場（かみいぐさきゅうじょう）は、かつて東京都杉並区上井草町（現：上井草三丁目）にあった野球場。
1936年（昭和11年）の東京セネタース（戦後のセネタースとは別組織）結成に合わせ、職業野球団所有球場として開設されたが、1959年（昭和34年）をもって廃止、撤去された。

## 歴史
1927年に西武鉄道（旧社）によって東京府豊多摩郡井荻町大字上井草（当時）に運動場が開設され、1936年に同社によって東京市杉並区上井草町（当時）に野球場が開設された。
旧西武鉄道は東京セネタースを運営する東京野球協会の出資企業の一つで、プロ野球側からの球場の要望と観客輸送での利用者増という利害の一致により建設された。正面入口にはセネタースの正式名称「東京野球協会」の略称「T.B.B.A」のロゴが付けられていた。当時は東京球場という名称であり、戸塚球場や大東京軍の本拠地・洲崎球場とともに東京でのプロ野球開催球場の一つとなった。プロ野球発足初年度（1936年）は21試合、翌年は56試合を開催した。
しかし、翌1937年9月に後楽園球場が都心の小石川区小石川町（現在の文京区後楽、水道橋駅前）に開設されると開催試合数は減り、1938年にはわずか6試合に落ち込んだ。都心から離れている上に、西武鉄道の沿線とはいえ、当時の輸送力は不十分で高田馬場までの所要時間も長かったとされる。
1940年、西武鉄道は上井草に総合運動場を計画していた東京市にこの球場を寄付。戦後は1945年にいち早く復興。1946年から1952年まで神宮球場が米軍に接収された間、この球場でも東京六大学野球連盟の試合が行われ、主に学生野球などアマチュアの試合が中心となっていった。
上井草球場でのプロ野球公式戦は、2リーグとなった1950年（昭和25年）に太平洋野球連盟（パシフィック・リーグ）により12年ぶりに8試合が実施されたが、8月4日の東急フライヤーズ vs 毎日オリオンズ、阪急ブレーブス vs 大映スターズの変則ダブルヘッダーが最後の開催となった（ちなみに両試合の結果は東急7-5毎日、阪急11-5大映となっている）。途中雨に見舞われたため、第二試合の終了は19時37分で、ナイター設備のない球場でのNPB公式戦としては最も遅い記録として残っている。
1959年、東京都は水道の貯水池を建設するため、本球場を廃止。跡地を1964年東京オリンピックのアーチェリー会場に転用する計画が立てられたものの、実施競技からの除外により幻となった。都は貯水池の上に野球場（軟式野球・ソフトボール専用）や体育館、テニスコートなどを整備して1967年に上井草総合運動場が完成。現在は杉並区に移管され、区営上井草スポーツセンターとなっている。

## 施設
- 内野：土、外野：天然芝
- 両翼：100.6m、中堅：118.9m、本塁後方（バックストップ）：18.3m
- 収容人員：29,500人

（1949年に第4回国民体育大会開催のため、改装され47,500人となったとされるが、現行の消防法等の関連法規を充足するものではない）

## 参考資料
- 『上井草球場の軌跡』杉並区立郷土博物館、2004年